# Sinead Keenan
Sinead Keenan (née le 27 décembre 1977 à Dublin) est une actrice irlandaise qui a beaucoup travaillé pour la télévision Anglaise. Elle est connue pour avoir joué Kelly Hawkins dans Moving Wallpaper et Nina dans Being Human.
Keenan a participé aux épisodes de Taggart, Doctors, Murder City et Affaires non classées. Elle apparait aussi dans la prophétie de Noël, le dernier épisode de la saison 4 de Doctor Who en tant qu'Addams, un Vinvocci.
C'est dans son rôle de Nina (femme loup garou) qu'elle connait véritablement le succès. La série being human lui aura permis, comme elle le dit dans le journal de son village d'enfance le gaellic news,  d'avoir « l'opportunité de ne pas créer un jeu raffiné ou complexe, étant donné que les peurs, les doutes, et les coups tordus que son personnage fait à ses amis dans la série sont identiques à ceux de sa propre vie ».
Elle regrette cependant que « le public l'assimile aussi bien à son personnage et qu'il se soit rendu compte de son véritable caractère en lui envoyant de nombreuses lettres de menaces ».
Elle a aussi été membre de la RSC (Royal Shakespeare Company), jouant des rôles comme Hermia dans Le Songe d'une nuit d'été et Evie dans la pièce The American Pilot.

## Filmographie

### Télévision
| Année            | Nom de la série                              | Rôle             | Remarques                                                    |
| ---------------- | -------------------------------------------- | ---------------- | ------------------------------------------------------------ |
| 1999-2000        | Fair City                                    | Farrah Phelan    |                                                              |
| 1999             | Sunburn                                      | Margaret         |                                                              |
| 2001             | Na Casaidigh                                 | Lisa Cassidy     |                                                              |
| 2004             | Murder City                                  | Jeune maman      | Saison 1, Épisode 5, "Big City, Small World"                 |
| 2004             | Sur la piste de mon mari (Caught in the Act) | Carrie           |                                                              |
| 2007             | Taggart                                      | Alice Martin     | Saison 23, Épisode 3, "Tenement" en tant que "Sinéad Keenan" |
| 2008             | Doctors                                      | Elena            | Saison 10, Épisode 22, "Larp"                                |
| 2008–2009        | Moving Wallpaper                             | Kelly Hawkins    | British                                                      |
| 2009–aujourd'hui | Being Human : La Confrérie de l'étrange      | Nina             |                                                              |
| 2009–2010        | Doctor Who                                   | Addams           | 2009/2010 Épisode spécial noël, La Prophétie de Noël         |
| 2011             | Hercule Poirot                               | Nora Brent       | Saison 12, Épisode 1, Les Pendules                           |
| 2011             | Affaires non classées                        | Naomi Silverlake | Saison 14, Épisodes 1 et 2, "A Guilty Mind"                  |
| 2012             | Lip Service                                  | Nora             | Saison 2, Épisodes 1 à 6                                     |

### Cinéma
| Année | Titre                 | Rôle           |
| ----- | --------------------- | -------------- |
| 2001  | On the Nose           | Sinead Delaney |
| 2003  | Conspiracy of Silence | Majella        |
| 2005  | Trouble with Sex      | Kathy          |